# 李世倬
李世倬（1687年—1770年），作李士倬，字汉章、天章、天涛，号谷斋、绿园、星崖，别号十石居士、太平拙吏、伊祁山人、清在居士，汉军正蓝旗人。清朝官员、画家，湖广总督李成龙之子。

## 生平
李世倬历任甘肃按察使、左副都御史、右通政。师从母舅高其佩，年轻时随父至江南，随王翚学画，得其传。后在山西为官，观吴道子水陆道场图，悟得人物之法。善画山水、人物、花鸟、果品。晚年，喜用指墨作人物、花鸟小品，年逾八十犹能作画。与辅国公永璥时有诗画交往。去世后，永璥作挽诗《李副宪谷斋逝于庚寅正月二十二日方得讣音以诗挽之》。

## 家庭
- 父李成龙，湖广总督。母高氏（胞兄鑲黄旗漢軍文恪公高其位、刑部侍郎高其佩）。
- 胞兄李世偀。其子李宏 (清朝)，江南河道总督。孙李奉翰，江南河道总督、两江总督。孙巴哈布，湖南巡撫。